# Dolina Górnej Wisły
Dolina Górnej Wisły, česky Dolina horní Visly, je mezoregionem kotliny Kotlina Oświęcimska (Osvětimská pánev), jež je součástí nadcelku Podkarpacie Północne (Severní Vněkarpatské sníženiny) v jižním Polsku. Zahrnuje část horního toku největší polské řeky Visla (Wisła) ve Slezském vojvodství a Malopolském vojvodství.

## Sídla
Největší sídla v Dolině Górnej Wisły jsou Strumień, Czechowice-Dziedzice, Brzeszcze, Osvětim a Zator.

## Další informace
Dolina Górnej Wisły má polské geografické značení 512.22 a plochu 530 km². V dolině se nachází mnoho vodních děl, z nichž nejznámější je Zbiornik Goczałkowicki.

## Galerie

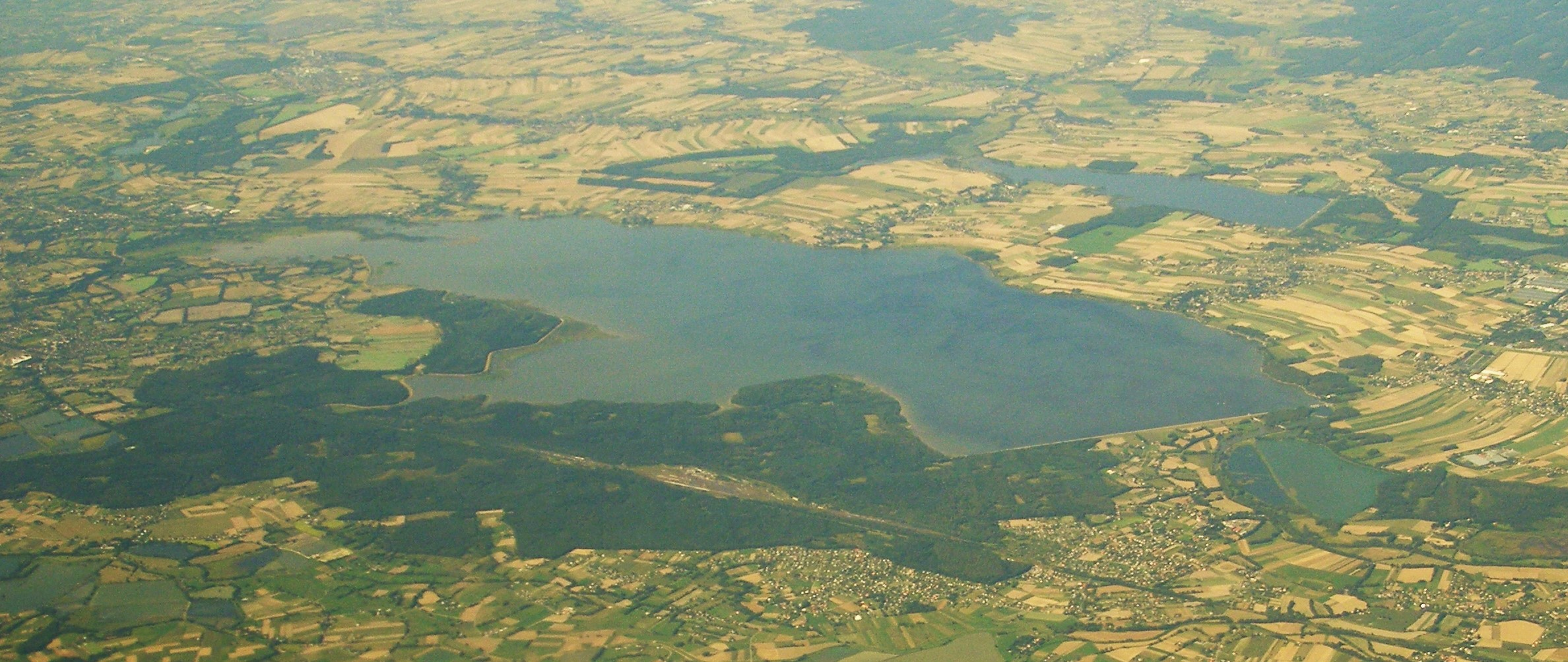